# Burp Suite
 Burp Suite (バープ  スイート)は、PortSwiggerが開発したJava アプリケーションである。無償で利用できるCommunity Editionのほか、有償のProfessional（475米ドル/ライセンス）及びDASTがある。
Webアプリケーションのセキュリティや侵入テストに使用される。ローカルプロキシ（Proxy）、クローラ（Crawl）、リクエスト送信（Intruder）、Webアプリケーション脆弱性診断（Audit）、リピータ（Repeater）などのツールから構成されている。
Proxyはアプリケーションの異常な動作を誘発し、バグや関連する脆弱性を特定することを目的として、不適合なデータを注入することができる。Crawlはクッキーを検査し、ページをスキャンして内部構造を特定する。Intruderは、Webアプリケーションに対するパラメータ化された攻撃を自動化することが可能にする。このツールは、アプリケーションにとって有害なHTTP リクエストを作成するツールである。RepeaterはWebアプリケーションの挙動を見つけ出し脆弱性を特定する。そして定義されたパラメータ化に従ってHTTPリクエストを返すことができるシンプルなツールである。